# Sluis Roosteren
Sluis Roosteren was een schutsluis in het Julianakanaal te Roosteren. De sluis werd na 1965 overbodig en werd na de modernisering van Sluis Born en Sluis Maasbracht gesloopt.
- KM 26 kolklengte 136,00 m, kolkwijdte 14,00 m, drempeldiepte, KP -3,60 m

De vaste brug over het benedenhoofd had een doorvaarthoogte van KP +7,35 m. Tegenwoordig heeft de nieuwe brug uit 1965 een doorvaartwijdte van 55,00 m en een doorvaarthoogte KP +10,37 m.
Het was een van de vier sluizen over de lengte van het kanaal, dat in 1934 gereedkwam, welke samen een verval van 23 meter moesten overbruggen. De sluizen lagen, in de stroomafwaartse richting, respectievelijk in Borgharen (of: Limmel), Born, Roosteren en Maasbracht.
Tussen 1931 en 1937 liep een zijtak van de tramlijn Roermond - Sittard langs de sluis. In Oud-Roosteren lag tramhalte Roosteren Sluis. Vanaf deze halte kon men in een half uur naar station Sittard reizen, in een kwartier in Maaseik (tramhalte Roosteren Maas) zijn en in tien minuten naar Echt rijden.
In 1944 werd de sluis door het verzet gesaboteerd, waardoor het kanaalvak van Born tot Maasbracht leegliep en het voor de terugtrekkende bezetter onmogelijk werd gemaakt om de vele in de Berghaven gelegen binnenvaartschepen tot zinken te brengen, zoals iets later massaal in Maasbracht geschiedde.